# آکیهیرو نودا
آکیهیرو نودا (انگلیسی: Akihiro Noda؛ زادهٔ ۵ سپتامبر ۱۹۸۸) بازیکن فوتبال اهل ژاپن است.آکیهیرو نودا در ۱۶۹ بازی،تاکنون موفق به زدن گل نشده است.وی در پست مدافع بازی میکند.